# Viento
Viento és un cràter de l'asteroide de la família Coronis del cinturó principal, (243) Ida, situat amb el sistema de coordenades planetocèntriques a 12.2 ° de latitud nord i 343.9 ° de longitud est. Fa un diàmetre de 1.6 km. El nom va ser fet oficial per la UAI el 1997 i fa referència la cova del Viento, un tub de lava a les illes Canàries (Espanya).